# Ralf Falkenmayer
Ralf Falkenmayer (Frankfurt, 11 de fevereiro de 1963) é um ex-futebolista profissional alemão que atuava como meia.

## Carreira
Sendo um meio-campo defensivo, fez 385 jogos na Bundesliga pelo Eintracht Frankfurt e Bayer Leverkusen. Com Eintracht ele ganhou a DFB-Pokal em 1981 e com Bayer Leverkusen a Copa da UEFA em 1988, apesar de perder sua cobrança na disputa por pênaltis na final.
Para a Seleção Alemã-Ocidental de Futebol, ele jogou por quatro vezes entre 1984 e 1986.

## Seleção
Ralf Falkenmayer integrou a  na Eurocopa de 1984, na França.

## Títulos

### Clubes
Eintracht Frankfurt
- DFB-Pokal: 1980–81

Bayer Leverkusen
- UEFA Cup: 1987–88